# Biathlon na Zimowych Igrzyskach Azjatyckich 2011
Biathlon na Zimowych Igrzyskach Azjatyckich 2011 – zawody w biathlonie przeprowadzone dniach 31 stycznia–6 lutego 2011 na trasach w Ałmaty w ramach Zimowych Igrzyskach Azjatyckich 2011. Przeprowadzono siedem konkurencji – cztery wśród mężczyzn i trzy wśród kobiet.
Medale w konkurencjach biathlonowych zdobyli reprezentanci trzech krajów – Kazachstanu, Chińskiej Republiki Ludowej i Japonii. Najwięcej – trzy złote medale – zdobył reprezentant Kazachstanu, Aleksandr Czerwiakow.

## Wyniki zawodów

### Mężczyźni

#### Sprint na 10 km (01.02.2011)
| M   | Państwo          | Zawodnik             | Kary | Czas    |
| --- | ---------------- | -------------------- | ---- | ------- |
| 1.  | Kazachstan       | Aleksandr Czerwiakow | 0+2  | 29:01,6 |
| 2.  | Chiny            | Ren Long             | 0+0  | 29:07,9 |
| 3.  | Japonia          | Junji Nagai          | 0+1  | 29:35,1 |
| 4.  | Chiny            | Zhang Chengye        | 1+2  | 30:00,7 |
| 5.  | Japonia          | Kazuya Inomata       | 2+2  | 30:15,6 |
| 6.  | Kazachstan       | Dias Keneszew        | 1+3  | 30:57,4 |
| 7.  | Korea Południowa | Lee In-bok           | 2+2  | 31:35,9 |
| 8.  | Korea Południowa | Lee Su-young         | 1+2  | 32:33,5 |
| 9.  | Uzbekistan       | Murod Hodjibayev     | 2+2  | 35:21,3 |
| 10. | Uzbekistan       | Anuzar Yunusov       | 1+2  | 35:52,4 |

#### Bieg pościgowy na 12,5 km (02.02.2011)
| M  | Państwo          | Zawodnik             | Start | Kary    | Czas    |
| -- | ---------------- | -------------------- | ----- | ------- | ------- |
| 1. | Kazachstan       | Aleksandr Czerwiakow | 0:00  | 1+0+3+1 | 35:42,8 |
| 2. | Japonia          | Junji Nagai          | 0:34  | 0+0+3+1 | 36:17,2 |
| 3. | Chiny            | Ren Long             | 0:06  | 1+2+1+0 | 36:41,5 |
| 4. | Japonia          | Kazuya Inomata       | 1:14  | 1+0+1+2 | 37:09,2 |
| 5. | Chiny            | Zhang Chengye        | 0:59  | 0+0+4+2 | 37:58,8 |
| 6. | Kazachstan       | Dias Keneszew        | 1:56  | 0+0+2+1 | 38:14,0 |
| 7. | Korea Południowa | Lee Su-young         | 3:32  | 0+1+4+4 | 44:00,7 |

#### Bieg na 20 km (04.02.2011)
| M   | Państwo          | Zawodnik             | Bieg      | Kary    | Czas łączny |
| --- | ---------------- | -------------------- | --------- | ------- | ----------- |
| 1.  | Japonia          | Junji Nagai          | 58:41,2   | 0+1+0+1 | 1:00:41,2   |
| 2.  | Chiny            | Ren Long             | 1:00:54,0 | 0+0+0+1 | 1:01:54,0   |
| 3.  | Chiny            | Li Zhonghai          | 59:54,3   | 1+1+1+0 | 1:02:54,3   |
| 4.  | Korea Południowa | Jun Je-uk            | 1:03:19,7 | 1+1+0+0 | 1:05:19,7   |
| 5.  | Korea Południowa | Lee In-bok           | 1:02:53,6 | 1+0+1+1 | 1:05:53,6   |
| 6.  | Kazachstan       | Nikołaj Brajczenko   | 59:55,1   | 2+1+1+2 | 1:05:55,1   |
| 7.  | Kazachstan       | Aleksandr Czerwiakow | 59:04,7   | 1+2+1+3 | 1:06:04,7   |
| 8.  | Japonia          | Hidenori Isa         | 1:00:37,5 | 0+3+0+3 | 1:06:37,5   |
| 9.  | Uzbekistan       | Murod Hodjibayev     | 1:07:43,2 | 2+0+1+3 | 1:13:43,2   |
| 10. | Uzbekistan       | Anuzar Yunusov       | 1:11:42,6 | 3+2+1+4 | 1:21:42,6   |

#### Sztafeta 4x7,5 km (06.02.2011)
| M  | Państwo          | Zawodnicy                                                         | Kary | Czas łączny |
| -- | ---------------- | ----------------------------------------------------------------- | ---- | ----------- |
| 1. | Kazachstan       | Aleksandr Czerwiakow Nikołaj Brajczenko Jan Sawicki Dias Keneszew | 0+7  | 1:21:03,5   |
| 2. | Japonia          | Junji Nagai Hidenori Isa Kazuya Inomata Satoru Abo                | 1+10 | 1:23:22,0   |
| 3. | Chiny            | Ren Long Zhang Chengye Chen Haibin Li Zhonghai                    | 1+16 | 1:26:12,1   |
| 4. | Korea Południowa | Jun Je-uk Lee In-bok Lee Su-young Lee Jung-sik                    | 7+15 | 1:31:13,0   |

### Kobiety

#### Sprint na 7,5 km (31.01.2011)
| M  | Państwo          | Zawodniczka        | Kary | Czas    |
| -- | ---------------- | ------------------ | ---- | ------- |
| 1. | Chiny            | Wang Chunli        | 0+0  | 23:12,1 |
| 2. | Kazachstan       | Jelena Chrustalowa | 0+0  | 23:21,6 |
| 3. | Kazachstan       | Marina Lebiediewa  | 0+1  | 24:06,9 |
| 4. | Japonia          | Fuyuko Suzuki      | 0+0  | 24:26,2 |
| 5. | Korea Południowa | Mun Ji-hee         | 3+1  | 25:52,1 |
| 6. | Japonia          | Itsuka Owada       | 0+1  | 26:12,0 |
| 7. | Chiny            | Tang Jialin        | 2+3  | 26:30,5 |
| 8. | Korea Południowa | Chu Kyung-mi       | 2+3  | 28:12,2 |

#### Bieg na 15 km (04.02.2011)
| M  | Państwo          | Zawodniczka        | Bieg    | Kary    | Czas łączny |
| -- | ---------------- | ------------------ | ------- | ------- | ----------- |
| 1. | Kazachstan       | Jelena Chrustalowa | 51:16,8 | 1+1+0+0 | 53:16,8     |
| 2. | Japonia          | Fuyuko Suzuki      | 51:31,7 | 1+1+0+1 | 54:31,7     |
| 3. | Kazachstan       | Marina Lebiediewa  | 51:36,3 | 0+2+0+1 | 54:36,3     |
| 4. | Korea Południowa | Mun Ji-hee         | 52:42,1 | 2+0+1+1 | 56:42,1     |
| 5. | Chiny            | Wang Chunli        | 51:34,4 | 0+2+3+2 | 58:34,4     |
| 6. | Chiny            | Liu Yuanyuan       | 51:35,8 | 2+3+2+0 | 58:35,8     |
| 7. | Korea Południowa | Chu Kyung-mi       | 56:34,5 | 0+1+0+3 | 1:00:34,5   |
| 8. | Japonia          | Natsuko Abe        | 54:34,6 | 3+1+3+5 | 1:06:34,6   |

#### Sztafeta 4x6 km (05.02.2011)
| M  | Państwo          | Zawodniczki                                                            | Kary | Czas łączny |
| -- | ---------------- | ---------------------------------------------------------------------- | ---- | ----------- |
| 1. | Kazachstan       | Marina Lebiediewa Olga Połtaranina Irina Możewitina Jelena Chrustalowa | 1+8  | 1:25:17,0   |
| 2. | Chiny            | Wang Chunli Tang Jialin Xu Yinghui Liu Yuanyuan                        | 6+12 | 1:29:11,2   |
| 3. | Japonia          | Fuyuko Suzuki Itsuka Owada Ayako Mukai Natsuko Abe                     | 2+13 | 1:29:37,7   |
| 4. | Korea Południowa | Chu Kyung-mi Mun Ji-hee Kim Seo-ra Kim Kyung-nam                       | 1+17 | 1:35:19,5   |

## Klasyfikacja medalowa
| Klasyfikacja medalowa |            |       |        |      |       |
| Lp.                   | Państwo    | złoto | srebro | brąz | razem |
| 1.                    | Kazachstan | 5     | 1      | 2    | 8     |
| 2.                    | Chiny      | 1     | 3      | 3    | 7     |
| 3.                    | Japonia    | 1     | 3      | 2    | 6     |